# شارع الجنرال ديغول
شارع الجنرال ديغول هو شارع يقع في مدينة بيروت، لبنان.